# Sajković
Sajković je naseljeno mjesto u gradu Livnu, Federacija Bosne i Hercegovine, BiH.

## Stanovništvo

### 1991.
Nacionalni sastav stanovništva 1991. godine, bio je sljedeći:
ukupno: 200
- Srbi - 200

### 2013.
Nacionalni sastav stanovništva 2013. godine, bio je sljedeći:
ukupno: 34
- Srbi - 32
- Hrvati - 1
- ostali, neopredijeljeni i nepoznato - 1